# Ezo TV
Ezo TV – polskie telewizyjne pasmo ezoteryczne. Programy o charakterze ezoterycznym z interaktywnym udziałem widzów stanowią część oferty kanału iTV od początku jego istnienia. W zależności od pory emisji, programy ezoteryczne nosiły nazwę „Poranek ezoteryczny” i „Wieczór ezoteryczny”.
W formie osobnego pasma, programy ezoteryczne na iTV, pod nazwą Ezo TV, nadawane są od połowy 2006. Decyzję o ich wyodrębnieniu podjął ówczesny dyrektor programowy kanału, David Podhajski. Emitowano w nim także inne programy, m.in. „Horoskop dla ciebie” „Ezo biznes” „Horoskop” „Instytut ezoteryczne” „Horoskop gwiazd” i „Twój zielnik”. Często zmieniały się również godziny emisji pasma.
W 2013, przez kilka miesięcy, Ezo TV nadawał również jako odrębna stacja telewizyjna.
Od 1 kwietnia 2016 Ezo TV nadaje on-line.
Od 16 listopada 2016 emituje program wróżbity Macieja „Jeszcze bliżej”. Gośćmi programu są głównie wróżki, a także ludzie show-biznesu i zwykłe osoby.
30 kwietnia 2022, w dzień startu emisji testowej kanału Nuta Gold, pasmo zakończyło emisję.
Pasmo EzoTV pojawiało się na antenach takich telewizji, jak: iTV / TO!TV / Gold TV, TVN Meteo, Polonia 1, Tele 5, TVR, TOYA Łódź, TVS, Top Kids.

## Stacja telewizyjna Ezo TV
19 grudnia 2011 spółka Telestar, należąca do giełdowego holdingu Hyperion (Grupa MNI SA), otrzymała koncesję od KRRiT na nadawanie drogą satelitarną programu pod nazwą Ezo TV. Nadawca planował wydzielenie z kanału iTV pasma programów ezoterycznych (nadawanego od samego początku istnienia iTV) w odrębny kanał telewizyjny. Kanał miał emitować całodobowy program o charakterze ezoteryczno-rozrywkowym. Jednak nadawca zmienił plany i wystąpił do KRRiT o zmiany w koncesji na uruchomienie kanału rozrywkowo-muzycznego Hot TV. 16 kwietnia 2012 na satelicie pojawiła się plansza sygnalizująca start Ezo TV, którą szybko zmieniono na Hot TV. Jednak formuła kanału muzyczno-rozrywkowego nie sprawdziła się i nadawca powrócił do pierwszej koncepcji.
9 stycznia 2013, w wyniku przekształcenia Hot TV, został uruchomiony oddzielny kanał ezoteryczno-rozrywkowy Ezo TV, który był dostępny w godzinach 05:00–00:00 (pozostały czas wypełniało nocne pasmo muzyczne Hot TV). Na Ezo TV nadawane były teledyski, programy ezoteryczne na żywo (codziennie od 14:00 do 16:45 oraz w godzinach 20:00–24:00) oraz ich powtórki. Pomimo uruchomienia oddzielnego kanału telewizyjnego, wieczorne pasmo Ezo TV nadawane na żywo nadal emitowane było równocześnie na kanale iTV. W maju 2013, na wniosek nadawcy, KRRiT podjęła uchwałę o zmianie charakteru i nazwy kanału z rozrywkowo-muzycznego Hot TV na ezoteryczno-rozrywkowy Ezo TV. Jednak 4 miesiące od uruchomienia zrezygnowano z projektu. 18 maja 2013 w miejscu Ezo TV została uruchomiona kopia nowych parametrów nadawania kanału iTV. Ezo TV powróciło wyłącznie do formuły pasma na kanale iTV.